# Refractometrie

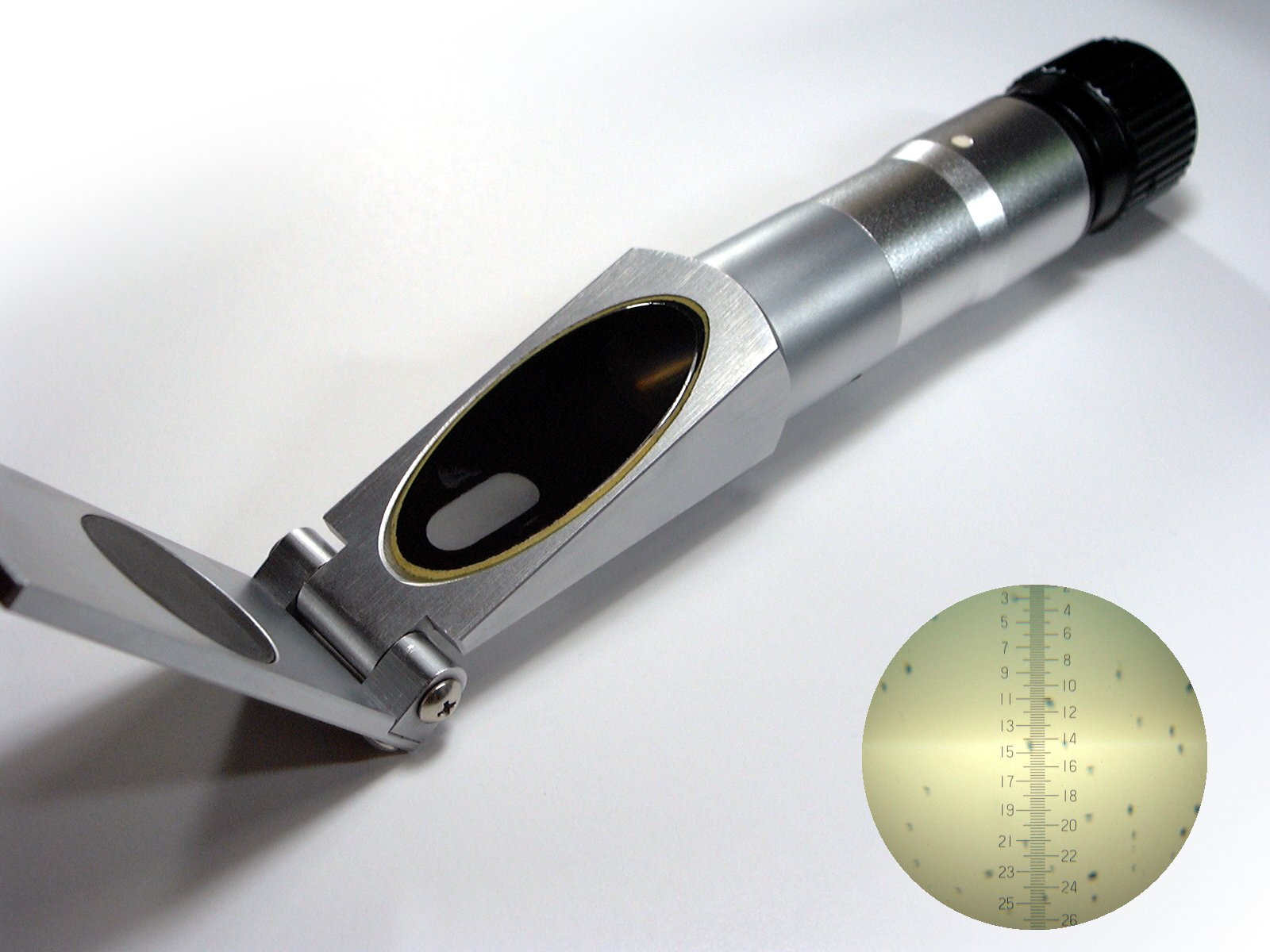
Un refractometru manual

Refractometria este o metodă analitică utilizată pentru determinarea indicelui de refracție al unei substanțe chimice, cu scopul de a determina puritatea acesteia. Instrumentul cu care se realizează determinările refractometrie se numește refractometru, iar acesta este utilizat în principal pentru substanțe lichide (deși refractometria se poate aplica și la solide sau gaze).